# Euxoa proleuca
Euxoa proleuca är en fjärilsart som beskrevs av George Francis Hampson 1903. Euxoa proleuca ingår i släktet Euxoa och familjen nattflyn. Inga underarter finns listade i Catalogue of Life.